# Esmaeil Ebadi
Esmaeil Ebadi (né le 11 août 1976) est un archer iranien. Il est sacré champion du monde de tir à l'arc en 2015 dans l'épreuve par équipe de l'arc à poulies.

## Biographie

### Carrière
Les premières compétitions internationales de Esmaeil Ebadi ont lieu en 2013.
En 2013, Ebadi remporte une médaille d'or aux Jeux de la solidarité islamique de Palembang en défaisant son compatriote Amir Kazempour par deux points. La troisième place du podium allant également à un Iranien, Hamzeh Nekoeei.
En 2014, Ebadi participe aux Jeux asiatiques de 2014. Lors de la séance de qualification de l'individuelle homme, il se qualifie premier avec une marque de 710 devant le sud-coréen Choi Yong-hee avec 706 points et l'iranien Amir Kazempour. Ceci lui permet d'avoir une exemption pour le premier tour. Son premier duel intervient donc au deuxième tour où il fait face au laotien Khamvarn Vanlivong qu'il défait facilement 148 à 135. Il défait par la suite l'iraquien Eshaq Ibrahim Mohammed al-Daghman puis le sud-coréen Min Li-hong pour atteindre les demi-finales. Dans cet affrontement, il affronte le futur médaillé de bronze, le philippin Paul Marton De la Cruz, sur un résultat de 145 à 141. En finale, il remporte une médaille d'or dans un duel se soldant avec la marque de 145 à 141 face à l'indien Abhishek Verma. Il s'agissait de la sixième médaille d'or iranienne de la compétition. Dans la compétition par équipe homme, l'équipe iranienne composé d'Ebadi, de Majid Gheidi et d'Amir Kazempour se qualifie deuxième, cependant, après une victoire au deuxième tour face au Vietnam, l'équipe est défaite en demi-finale par le trio indien. Dans le duel pour la médaille de bronze, les Iraniens remporte une victoire de 227 à 224 face aux Philippins.
Son premier titre mondial est en 2015, alors qu'il remporte l'or à l'épreuve par équipe homme de l'arc à poulie. Ce tournoi avait la particularité d'être le plus grand à ce jour, accueillant plus de 600 participants. Durant la manche final face au trio canadien, les manches réglementaires n'arrivent pas à départager les deux équipes qui vont donc se rejoindre au bris d'égalité. Les Canadiens ne ratent qu'un seul point en ratant de peu lors du premier tir, cependant, Ebadi et ses deux coéquipiers, Majid Gheidi et Amir Kazempour, enchainent trois dix de suite pour monter sur la plus haute marche du podium, une première pour ce pays.
En mai 2016, Ebadi remporte deux médailles à la Coupe de la Conquête de 2016. Il remporte d'abord une médaille d'argent dans l'épreuve individuelle où il est battu 148 à 141 par l'archer turc Mert Garıp. Ensuite, il acquiert une médaille d'or à l'épreuve par équipe mixte en compagnie de sa compatriote Fereshteh Ghorbani sur un résultat de 152 à 150 contre la paire sud-coréenne formée de Kim Jong-ho et Kim Yun-hee.
En mai 2017, il remporte une médaille d'or individuelle dans l'étape de la Coupe d'Asie qui se tenait à Bangkok en Thaïlande face au malaisien Mazuki Mohd Juwaidi. Ce tournoi faisant également office de tournoi de qualification pour les Jeux mondiaux de 2017, cette médaille d'or aura permis à l'Iran de sécuriser une place de quota pour la compétition qui a lieu plus tard cette même année. En juillet 2017, il répète l'exploit en remportant une autre manche de la Coupe d'Asie dans la catégorie individuelle homme en battant le malaisien Kip Lip Lee sur un pointage de 148 à 141. Cette manche de la Coupe d'Asie ce tenait à Taipei.

### Vie privée
Ebadi a étudié la technologie de l'information à l'Université islamique Azad de Qazvin. Il a deux enfants, une fille nommée Yasna et un fils nommé Farham.

## Palmarès
- Championnats du monde[1]
  -  Médaille d'or à l'épreuve par équipe homme aux championnats du monde 2015 à Copenhague (avec Amir Kazempour et Majid Gheidi).

- Coupe du monde[1]
  -  Médaille d'argent à l'épreuve par équipe homme à la coupe du monde 2015 de Shanghai.
  -  Médaille d'argent à l'épreuve individuelle homme à la coupe du monde 2015 de Wrocław.
  -  Médaille d'argent à l'épreuve par équipe mixte à la coupe du monde 2015 de Wrocław.
  -  Médaille d'or à l'épreuve par équipe homme à la coupe du monde 2016 de Shanghai.

- Jeux asiatiques[1]
  -  Médaille d'or à l'épreuve individuelle homme aux Jeux asiatiques 2014 de Incheon.
  -  Médaille de bronze à l'épreuve par équipe homme aux Jeux asiatiques 2014 de Incheon[3].

- Championnats d'Asie[1]
  -  Médaille de bronze à l'épreuve par équipe homme aux championnats d'Asie 2013 à Taipei.
  -  Médaille de bronze à l'épreuve individuelle homme aux championnats d'Asie 2015 à Bangkok.
  -  Médaille de bronze à l'épreuve par équipe homme aux championnats d'Asie 2015 à Bangkok.
  -  Médaille d'argent à l'épreuve par équipe mixte aux championnats d'Asie 2015 à Bangkok.

- Jeux mondiaux[1]
  -  Médaille d'argent à l'épreuve individuelle homme aux Jeux mondiaux de 2017 de Wrocław.